# Pachypodium rutenbergianum
Pachypodium rutenbergianum es una especie de árbol semisuculento perteneciente al género Pachypodium, dentro de la familia Apocynaceae. Es endémica en el norte y oeste de Madagascar.

## Descripción

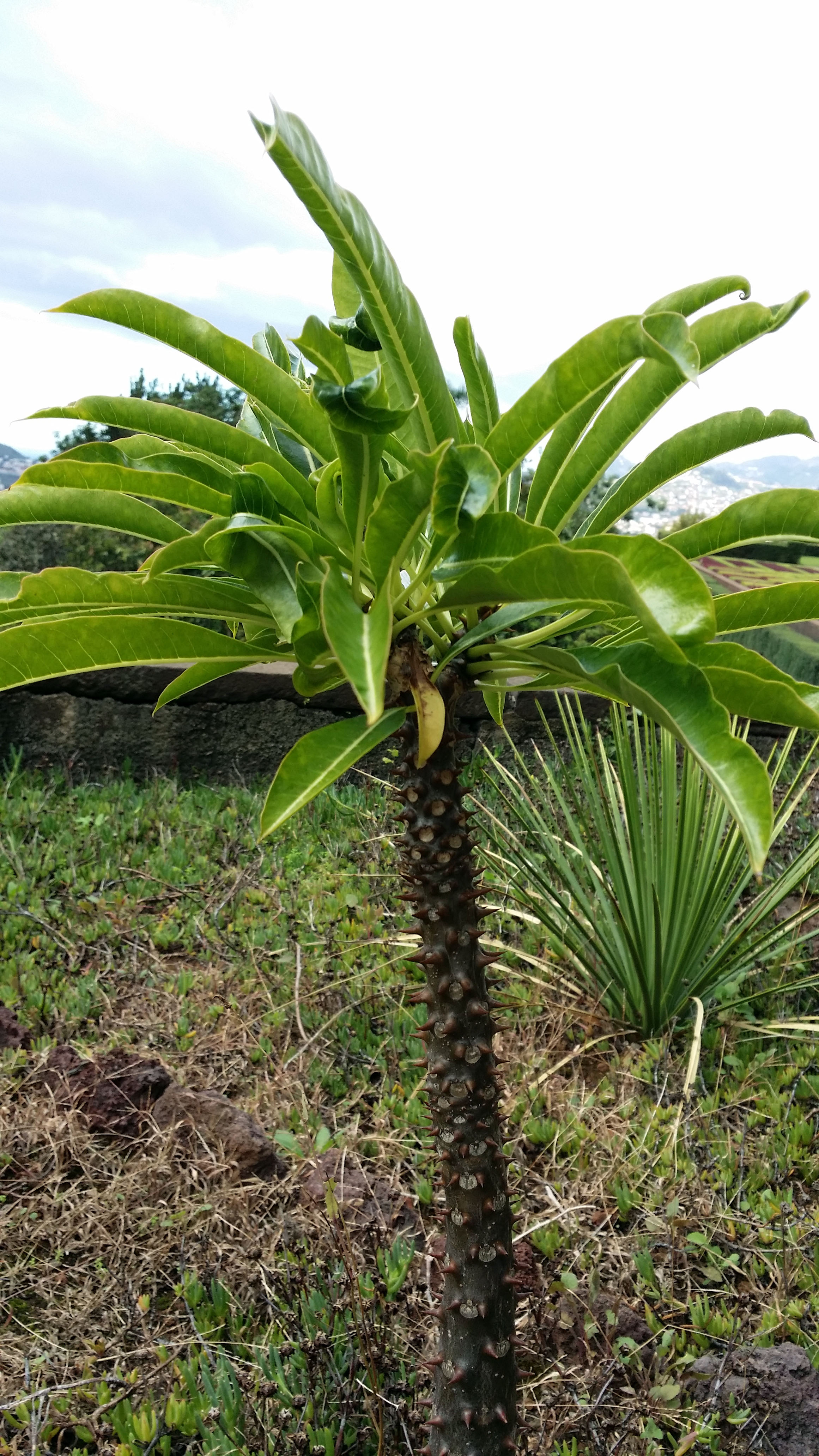
Detalle de las hojas

Pachypodium rutenbergianum es un árbol semisuculento caudiciforme con un tronco en forma de botella y una corona de ramas muy armadas de espinas y hojas caducas de color verde brillante en las puntas. Crece hasta 9 m de altura y el tronco es suculento, con una corteza de color gris a marrón plateado pálido y hasta 60 cm de diámetro en la base.
Las hojas son estrechamente oblongas con una punta puntiaguda y un pecíolo de hasta 6 cm de largo. La lámina de la hoja mide hasta 12,5 cm de largo y 4 cm de ancho. Las espinas miden hasta 1,5 cm de largo.

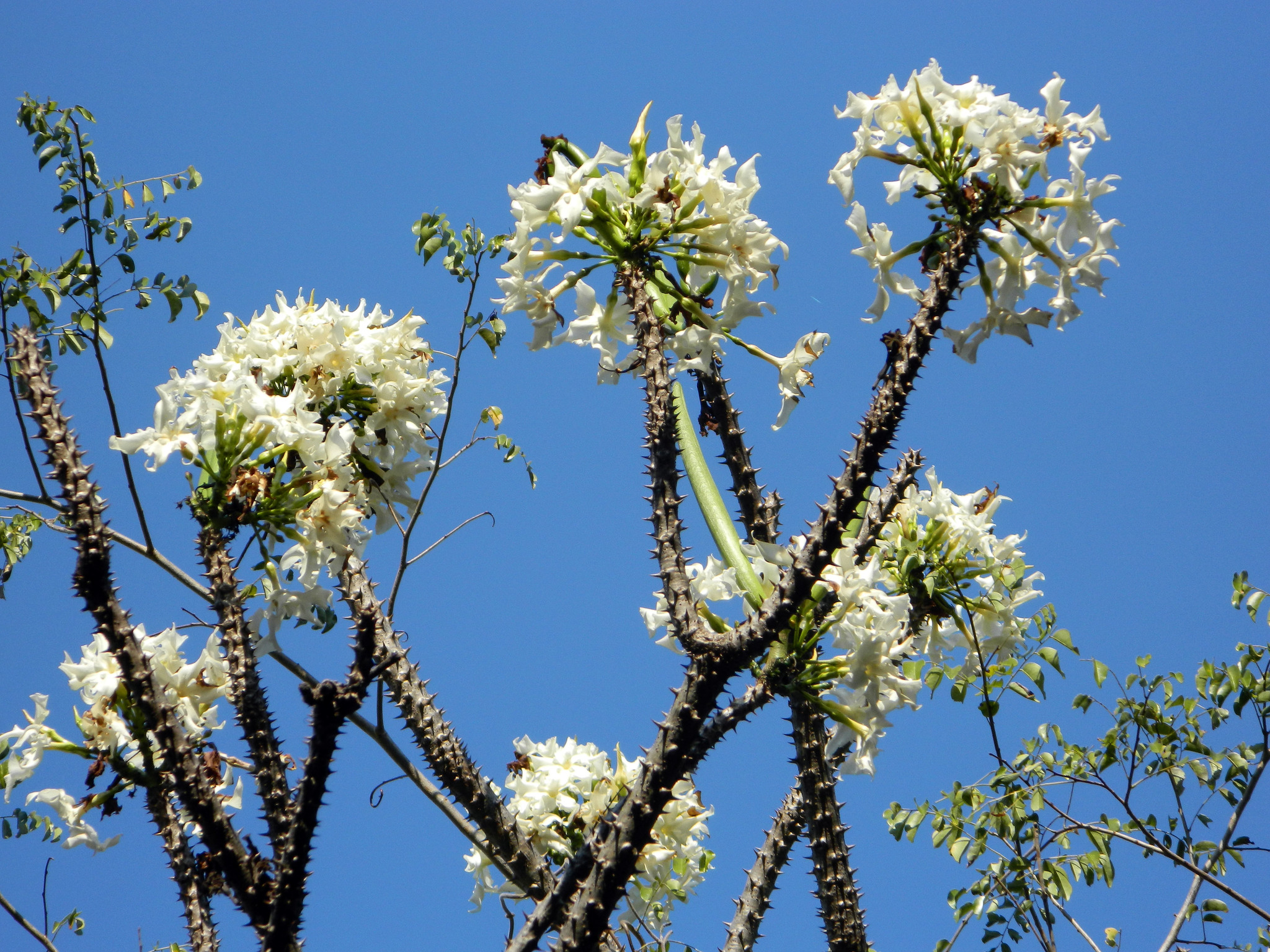
Planta en flora

Las flores, de aroma dulce, son blancas con centros amarillos y aparecen en racimos terminales compactos de 3 a 30 flores en invierno. Miden hasta 7 cm de largo y 6 cm de ancho.

## Distribución y hábitat
El área de distribución nativa de esta especie es el norte y oeste de Madagascar y crece principalmente en el bioma tropical estacionalmente seco.

## Taxonomía
Pachypodium rutenbergianum fue descrita por el botánico alemán Georg Carl Wilhelm Vatke y publicado por primera vez en la revista científica Abhandlungen herausgegeben vom Naturwissenschaftlichen Vereine zu Bremen 9: 125 en 1885.

Etimología
- Pachypodium: nombre genérico que proviene de la combinación de dos términos del griego antiguo: pachys (que significa 'grueso') y podium (que significa 'pie' o 'base'), haciendo referencia a la característica morfología de muchas especies del género, que suelen tener troncos o tallos robustos y suculentos.
- rutenbergianum: epíteto específico otorgado en honor al botánico alemán Ernst Rutenberg.[5]

## Estado de conservación
En la Lista Roja de Especies Amenazadas de la UICN, la especie está clasificada como de “Preocupación Menor (EN)”.

## Usos
Pachypodium rutenbergianum se cultiva principalmente como planta ornamental.